# Tenagnework de Etiopía
La princesa Tenagnework Haile Selassie (Fikirte Mariam, 12 de enero de 1912 - 6 de abril de 2003) fue la primogénita de los emperadores Haile Selassie y Menen Asfaw de Etiopía.

## Primeros años
Nacida en la ciudad de Harar, la princesa Tenagnework recibió su título tras la asunción de su padre al trono imperial en noviembre de 1930. La princesa Tenagnework se casó por primera vez con Ras Desta Damtew, miembro del destacado clan aristocrático Addisge. El matrimonio tuvo dos hijos: los príncipes Amha e Iskinder Desta y cinco hijas: las princesas Aida Desta, Seble Desta, Sophia Desta y Hirut Desta. Ras Desta Damtew fue nombrado gobernador general, primero de Kaffa y Limu, y luego de Sidamo. 
En 1935, después de la invasión de Etiopía por Italia, la familia imperial se vio obligada a huir al exilio en Fairfield House, Bath, Inglaterra. Sin embargo, Ras Desta permaneció en Etiopía para comandar las fuerzas imperiales que luchaban en el sur del país. Sin embargo, fue capturado y ejecutado por las fuerzas fascistas. Mientras estuvo en el exilio, la princesa Tenagnework dio a luz a Emebet Tsige Mariam (Mary) durante una breve unión con Ato Abebe Retta, quien luego desempeñó funciones de embajador en el gobierno imperial de la posguerra, y finalmente se convertiría en presidente del Senado Imperial después de su separación 

## Carrera del gobierno
En 1941, con ayuda británica, el emperador Haile Selassie volvió a reinar el país. La princesa Tenagnework y sus hijos regresaron a Etiopía. Su hijo mayor, Amha Desta, falleció poco antes del retorno. Contrajo matrimonio con Betwoded (más tarde Ras) Andargachew Messai en la Iglesia Miskea Hazunan Medhane Alem en septiembre de 1944. Bitwoded Andargachew fue nombrado gobernador general de las provincias de Begemder y Semien, y la pareja se instaló en Gondar. 
La pareja luego sirvió como Vice-Roy y Vice-Rein de Eritrea, representando al Emperador allí cuando la antigua colonia italiana fue federada a Etiopía en 1951. Bitwoded Andargachew fue elevado al título de Ras, se desempeñó como Ministro del Interior y fue nombrado Senador Imperial y Consejero de la Corona. La princesa Tenagnework y Ras Andargatchew Messai eran padres de una hija, Mentewab Andargachew, quien murió en la infancia. Después de la muerte de su madre en 1961, la emperatriz Menen Asfaw, la princesa Tenagnework se convirtió en la mujer más visible y destacada en la corte imperial y desempeñó un papel asesor cada vez mayor para el monarca. 
La princesa fue descrita como más parecida a su padre en temperamento y carácter. Una personalidad fuerte acreditada con puntos de vista principalmente conservadores, y fue considerada como una defensora del sistema monárquico. Fue percibida como una líder del elemento tradicionalista dentro de la nobleza, y se opuso a la reforma constitucional y de tenencia de la tierra.

## Encarcelamiento
La princesa Tenagnework y el resto de la familia imperial fueron arrestados el 11 de septiembre de 1974, un día antes de que el emperador Haile Selassie fuera formalmente depuesto por el Derg. Después de un tiempo en que la familia estuvo bajo arresto domiciliario en la casa del difunto duque de Harar, fueron trasladados a la prisión Alem Bekagn. La princesa Tenagnework y las otras mujeres de la corte estuvieron en una sección separada de mujeres de la prisión, y la princesa Tenagnework recibió la distinción de ser incluida como "Prisionera # 1" en toda Etiopía. El 23 de noviembre de 1974, el Derg ejecutó a sesenta y un exfuncionarios del gobierno imperial sin juicio. Entre los muchos familiares, amigos y socios de la princesa que murieron en este momento, estaba su hijo restante, el contralmirante Príncipe Iskinder (Alexander) Desta. 
A la princesa se le permitió una visita final a su padre solo unos días antes de la muerte de este en agosto de 1975. Ese mismo año, su hija Tsige Mariam Abebe Retta murió al suicidarse, así como su sobrina, la princesa Ijigayehu Asfaw Wossen, que murió en prisión debido a una enfermedad. Su esposo, Ras Andargachew Messai, que había estado fuera de Etiopía cuando cayó la monarquía, murió después de una larga enfermedad en Londres unos años más tarde (16 de agosto de 1981). 
En 1989, tras estar encarceladas durante quince años, las mujeres de la familia imperial fueron liberadas. Un año después, los hombres también fueron liberados. La princesa Tenagnework residió en Adís Abeba durante poco más de un año. A ella misma y a otros miembros de la familia imperial se les permitió salir al exilio. Viajó a Londres, y tras eso se mudó a los suburbios de Washington D. C. con su único hermano sobreviviente, el príncipe heredero Asfaw Wossen.

## Vida posterior
La princesa Tenagnework se instaló en su segundo exilio, en los suburbios de Virginia de Washington D. C. para estar cerca de su único hermano sobreviviente, Amha Selassie (Príncipe Heredero Asfaw Wossen). La familia imperial vivía principalmente en el área de Washington y en Londres en ese momento. La muerte de su hermano en 1997 la afectó profundamente y su salud comenzó a declinar. Regresó permanentemente a Etiopía en 1999. El 5 de noviembre de 2000, el emperador Haile Selassie fue enterrado de nuevo en la Catedral de la Santísima Trinidad. La princesa asistió al entierro, que el gobierno del FDRPE le negó el estado de funeral estatal. 

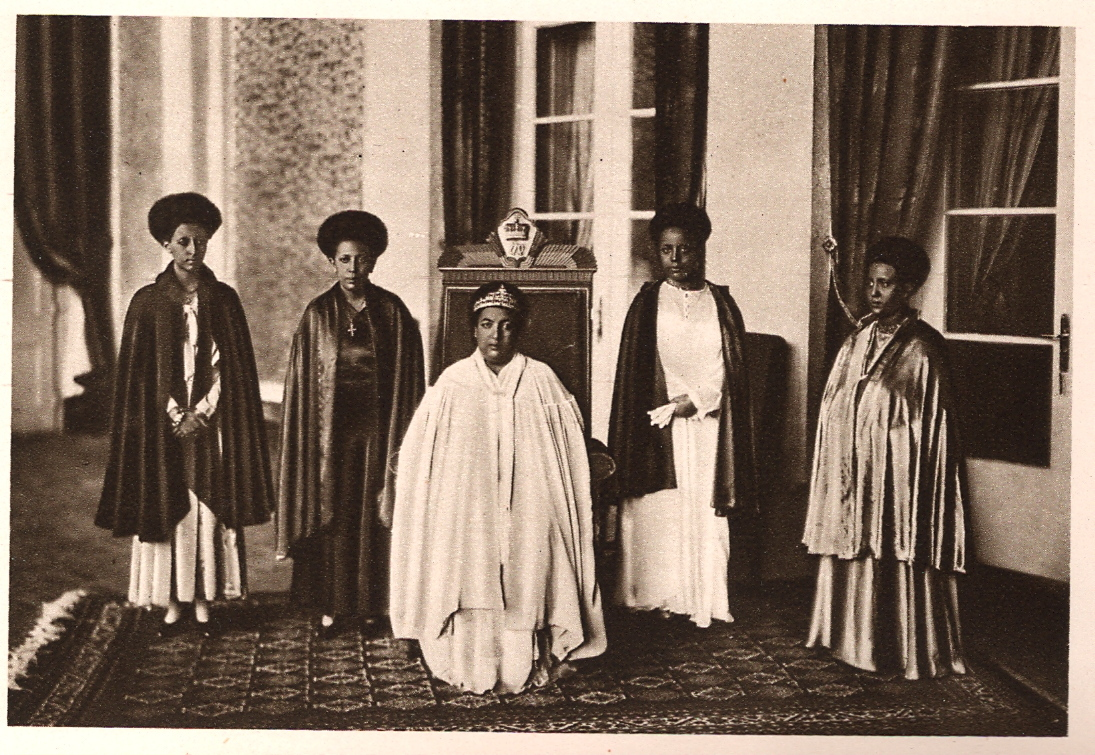
La emperatriz Menen Asfaw sentada en el centro y las mujeres de la familia. De izquierda a derecha: la princesa Tsehai, la princesa Tenagnework y la princesa Zenebework, sus hijas, y en el extremo derecho está la princesa Wolete Israel Seyoum, su nuera.

La princesa Tenagnework murió en Addis Abeba el 6 de abril de 2003. El 13 de abril, Abune Paulos, patriarca de la Iglesia etíope, dirigió una misa fúnebre para la princesa, a la que asistieron la mayoría de la antigua nobleza etíope y muchos miembros del público en general. Fue enterrada en la cripta de la Catedral de la Santísima Trinidad en Addis Abeba, cerca de las tumbas de su familia.

## Patronazgos
- Presidenta de la Asociación de obras de caridad de mujeres etíopes (1941-1974).
- Patrona de la Escuela Sebeta y Centro para Ciegos.

## Honores

### Honores dinásticos nacionales
- Gran Collar de la Orden de Salomón[1]
- Gran Cordón de la Orden del Sello de Salomón[1]
- Gran Cordón con Collar de la Orden Imperial de la Reina de Saba[2]
- Medalla de refugiados[3]
- Destinataria de la medalla de coronación del emperador Haile Selassie I[4]
- Destinataria de la Medalla Aniversario de Plata del Emperador Haile Selassie I y la Emperatriz Menen[5]
- Destinataria de la medalla del jubileo de rubí del emperador Haile Selassie I[6][7]

### Honores extranjeros
- Dama Gran Cruz de la Orden de la Corona (Reino de Bélgica)[8]
- Dama Gran Cruz de la Orden de Dannebrog (Reino de Dinamarca)[9]
- Gran Cruz de la Orden de la legión de Honor (República Francesa)[7]
- Dama Gran Cruz de la Orden de Beneficencia (Reino de Grecia)
- Dama Paulownia Gran Cordón de la Orden de la Preciosa Corona  (Estado de Japón)[10]
- Dama Gran Cruz de la Orden del León de Oro de la Casa de Nassau (Reino de los Países Bajos)[11][12]
- Dama Gran Cruz de la Order de San Olav (Reino de Noruega)
- Dama Gran Cruz Honoraria de la Orden del Imperio Británico (Reino Unido)